# Рувно (Поморське воєводство)
Рувно (пол. Równo, нім. Rowen) — село в Польщі, у гміні Ґлувчиці Слупського повіту Поморського воєводства.
Населення — 110 осіб (2011).
У 1975-1998 роках село належало до Слупського воєводства.

## Демографія
Демографічна структура станом на 31 березня 2011 року:
|          | Загалом | Допрацездатний вік | Працездатний вік | Постпрацездатний вік |
| -------- | ------- | ------------------ | ---------------- | -------------------- |
| Чоловіки | 58      | 14                 | 44               | 0                    |
| Жінки    | 52      | 12                 | 37               | 3                    |
| Разом    | 110     | 26                 | 81               | 3                    |